# Guilty Gear X
Guilty Gear X (ギルティギア ゼクス, Giruti Gia Zekusu) est un jeu de combat sorti en Juillet 2000 développé par Arc System Works et édité par Sammy Studios. Il est d'abord sorti sur Naomi, puis porté sur Dreamcast, PlayStation 2, Windows, et Game Boy Advance. Le titre est resté exclusif au Japon, jusqu'au portage PlayStation 2.
Il est le deuxième épisode de la saga Guilty Gear.

## Système de jeu
Le système de combat est composé de 4 attaques: Le coup de poing, le coup de pied, la tranche et la tranche lourde. Les combats se déroulent en deux manches, où il faudra vider la jauge de vie de l'adversaire. Il est possible d'effectuer des combos, des provocations et des contre-attaques.
La nouveauté de cet opus est le Roman Cancel, qui permet au joueur l'ayant utilisé d'annuler son attaque, puis de réaliser de nouveaux enchaînements.
Le jeu comporte une jauge de tension, se remplissant lorsque le joueur avance où frappe l'adversaire. Cependant, elle diminuera lorsque le joueur recule ou reste immobile. Quand la jauge est à moitié chargée, le joueur peut effectuer des attaques Overdrive, plus puissantes que les coups standards. Quand elle est remplie au maximum, le joueur pourra déclencher un Instant Kill, qui mettra KO l'adversaire, quel que soit le niveau de sa jauge de santé.
Les versions console disposent de plusieurs modes de jeu :
- Le mode arcade, où il faudra défaire les adversaires tout en suivant la narration;
- Le mode survie, où il faudra lutter contre les ennemis, jusqu'à ce que défaite s'ensuive;
- Le mode Versus, qui permet d'affronter un autre joueur;
- Le mode entraînement, qui permet d'apprendre les mouvements et enchaînements, à l'aide d'une liste de coup à effectuer.

## Scénario
Moins d'un an après les évènements du premier opus, la guerre contre les armes bio-organiques s'étant terminé et tous les Gears étant exterminés, un nouveau chef pour ces derniers, Dizzy, vient d'être nommé. Dans la peur de déclencher une nouvelle guerre, il est décidé de mettre la tête de Dizzy à prix. De nombreux combattants se mettent alors à la recherche de cette dernière...

## Guilty Gear X Plus
Guilty Gear X Plus (ギルティギア ゼクス Plus) est le nom du jeu sur PlayStation 2 au Japon, il existe en deux versions Regular et Deluxe. Cette version ajoute trois personnages : Justice, Kliff Undersn et Robo-Ky.